# Muntanyes Laurencianes
Les muntanyes Laurencianes (en francès: Laurentides) són una llarga serralada de muntanyes situades al Quebec (Canadà). S'estenen des de l'Outaouais fins a la península del Labrador.
Les Laurencianes formen part del la província geològica de Grenville, amb roques magmàtiques erosionades i són una de les formacions geològiques més antigues del món (junt amb les de certes regions de Grenlàndia i d'Austràlia).
El nom de Laurentides va ser creat per l'historiador François-Xavier Garneau cap a 1845 perquè seguien aproximadament la direcció del riu Sant Llorenç (en francès:Saint-Laurent)

## Cims principals
- Mont Raoul-Blanchard (1181 m)
- Mont Belle Fontaine (1151 m)
- Mont de la Québécoise (1120 m)
- Mont François-De-Laval (1082 m)
- Mont Acropole des Draveurs (1048 m)
- Monts Valin (980 m)
- Mont du Lac des Cygnes (980 m)
- Mont Tremblant (968 m)
- Mont Sainte-Anne (800 m)
- Mont Sir-Wilfrid (783 m)
- Montagne du Caribou (440 m)

## Galeria

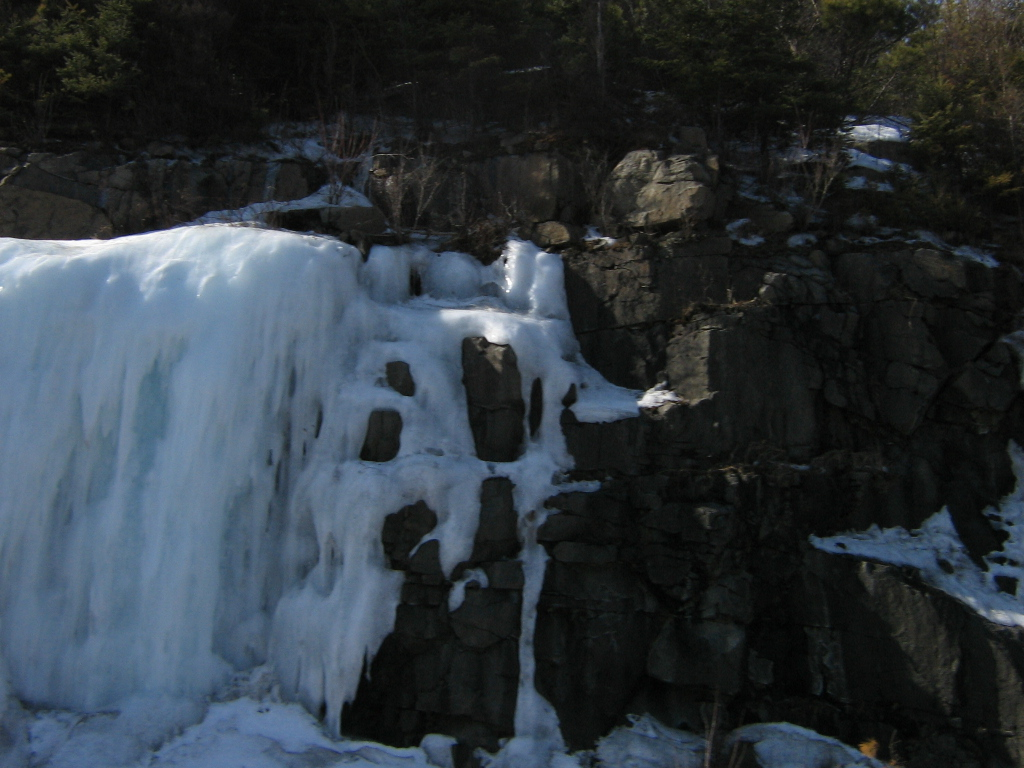
Caiguda de gel a l'autopista 15 (Laurentides, Québec)
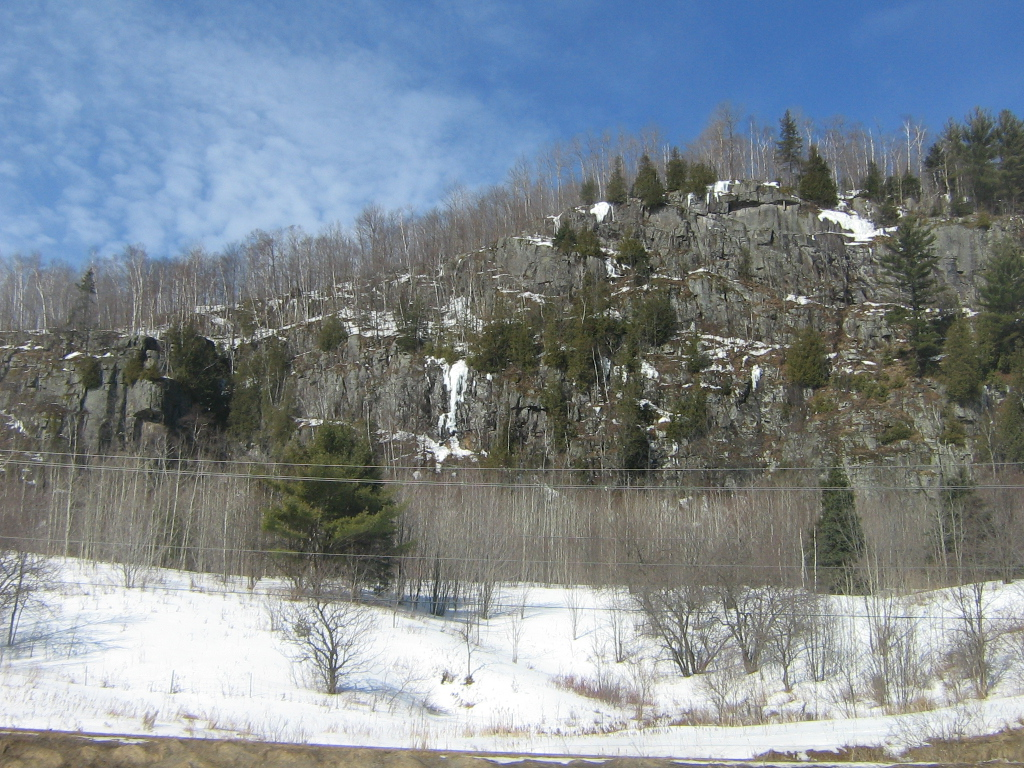
Flanc est del mont Gabriel des de l'autopista 15 a Sainte-Adèle (Laurentides, Québec)
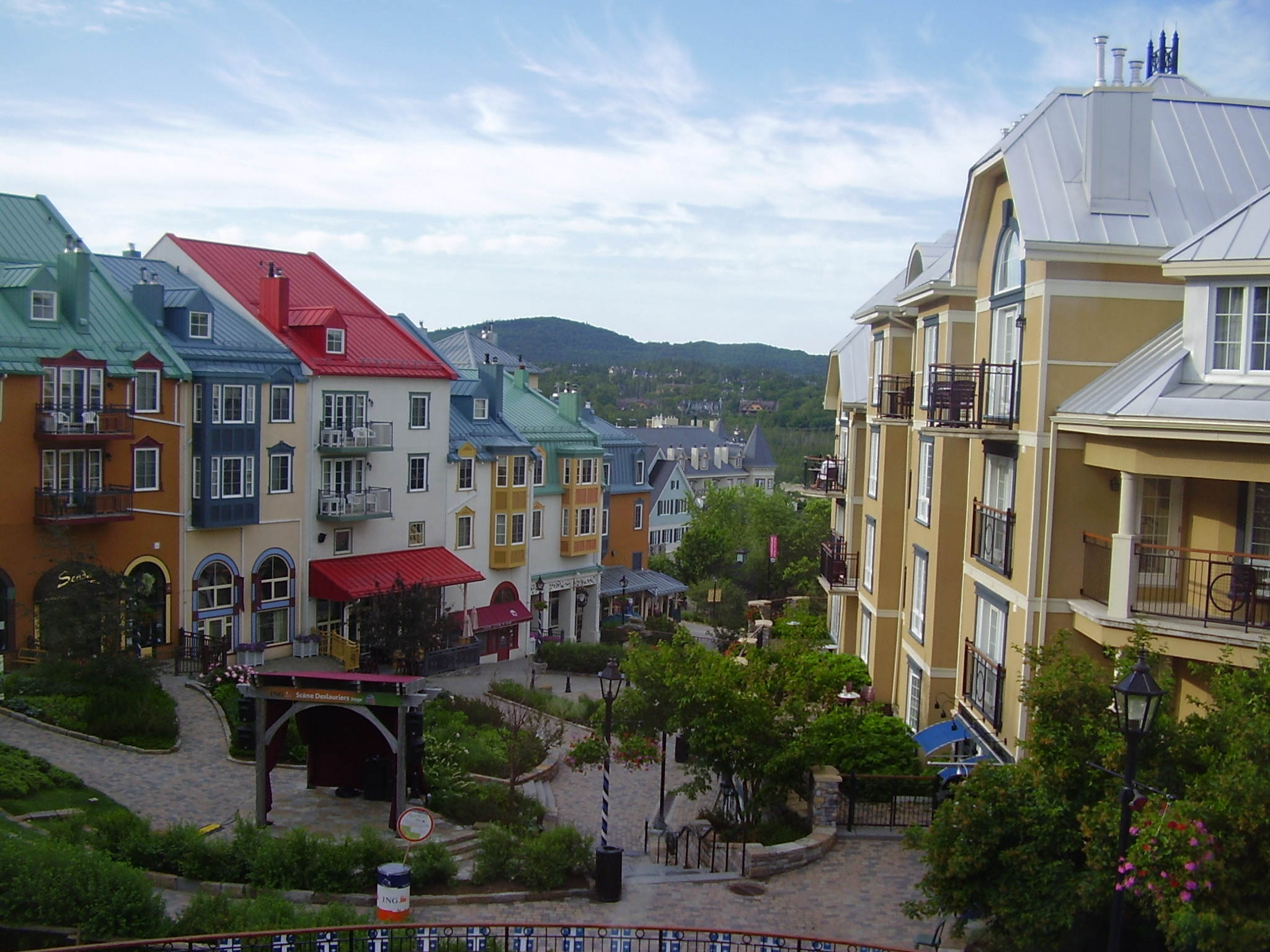
Vista de la vila de Mont-Tremblant
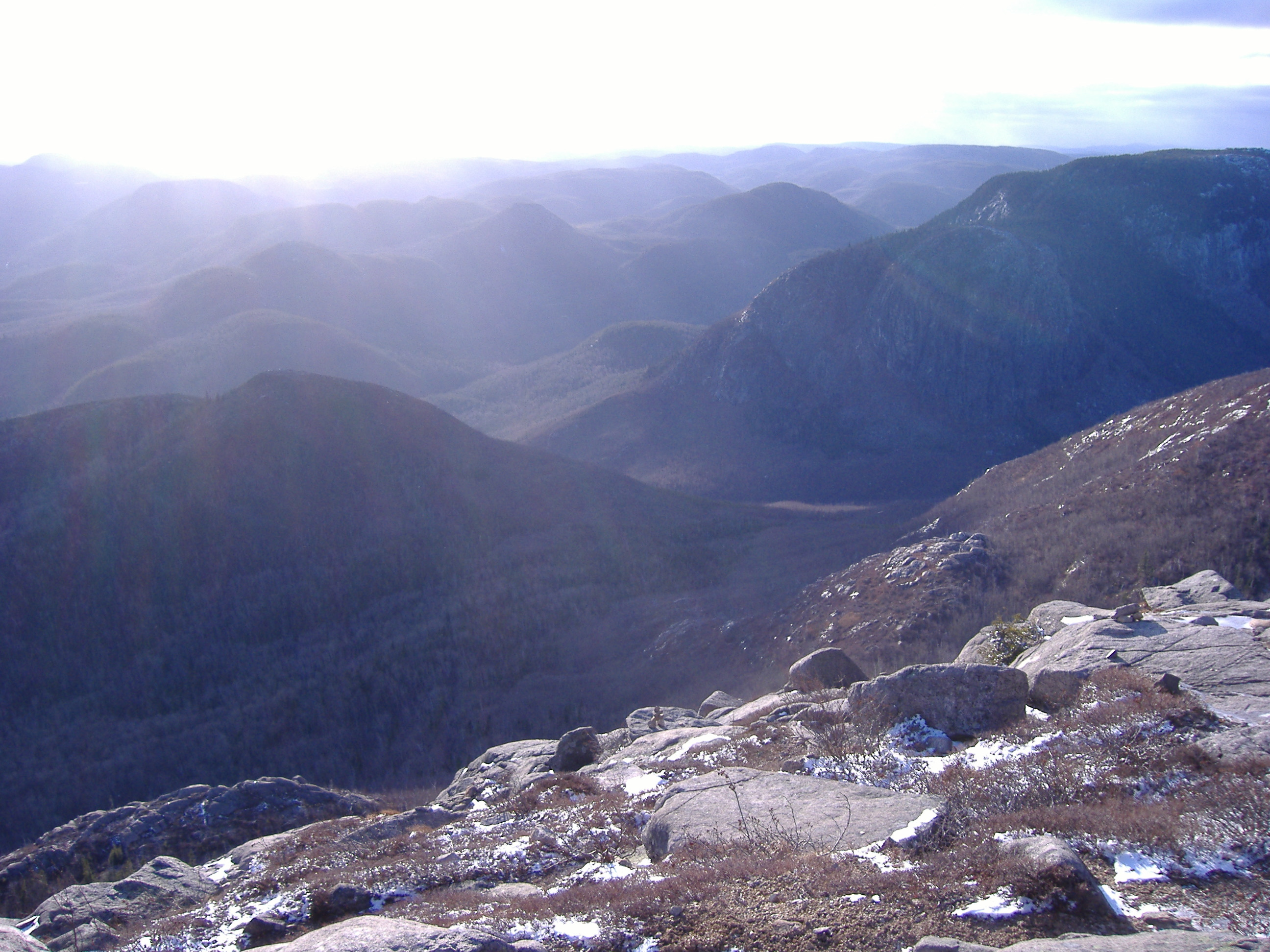
Vista des del cim del Lac des Cygnes